# Mark Waschke
Mark Waschke (Wattenscheid, 10 maart 1972) is een Duitse acteur.

## Biografie
Waschke voltooide zijn opleiding aan de Hochschule für Schauspielkunst "Ernst Busch" in Berlijn. Hij speelde bij diverse theatergezelschappen en in speelfilms zoals Playoff (2011), Fenster zum Sommer (2011) en Habermann (2010), waarvoor hij de Bayerischer Filmpreis 2010 voor Beste Acteur won. In 2009 won Waschke de prijs voor Beste Acteur van het RomaFictionFest voor zijn rol in de dramaserie Buddenbrooks. Sinds 1999 is hij verbonden aan het Berliner Ensemble-theater. In 2012 speelde hij een rol in Barbara en in 2013 vertolkte hij de hoofdrol Eduard in de film &ME.
Begin 2014 werd bekend dat Waschke samen met Meret Becker het nieuwe Tatort-team in Berlijn zou vormen. De eerste aflevering met het team Rubin en Karow werd uitgezonden op 22 maart 2015.
Mark Waschke is getrouwd en heeft een dochter. Hij woont in Berlijn.

## Filmografie

### Bioscoop
- 2007: Nachmittag, regie: Angela Schanelec
- 2008: Buddenbrooks, regie: Heinrich Breloer
- 2009: Ob ihr wollt oder nicht, regie: Ben Verbong
- 2010: Unter dir die Stadt, regie: Christoph Hochhäusler
- 2010: Habermann, regie: Juraj Herz
- 2010: Der Mann der über Autos sprang, regie: Nick Baker-Monteys
- 2011: Der Brand, regie: Brigitte Maria Bertele
- 2011: Fenster zum Sommer, regie: Hendrik Handloegten
- 2011: Playoff, regie: Eran Riklis
- 2012: Barbara, regie: Christian Petzold
- 2012: Schilf – Alles, was denkbar ist, existiert, regie: Claudia Lehmann
- 2013: & Me, regie: Norbert ter Hall
- 2013: Zum Geburtstag, regie: Denis Dercourt
- 2015: Lieber Hans, bester Pjotr, regie: Alexander Mindadse
- 2018: Was uns nicht umbringt, regie: Sandra Nettelbeck
- 2019: Der Geburtstag, regie: Carlos A. Morelli
- 2021: Der menschliche Faktor
- 2021: Nö
- 2022: Louis I., König der Schafe (korte film, spreker)
- 2023: Die drei ??? – Erbe des Drachen
- 2024: Gotteskinder

### Televisie
- 2007: Schattenkinder, regie: Claudia Prietzel
- 2007: Ein spätes Mädchen, regie: Hendrik Handloegten
- 2007: Der blinde Fleck, regie: Tom Zenker
- 2007: Mitte 30, regie: Stefan Krohmer
- 2008: Die Lüge, regie: Judith Kennel
- 2009: Entführt, regie: Matti Geschonneck
- 2009: Die Rosenheim-Cops – Der fast perfekte Mord
- 2009: Tatort: Höllenfahrt, regie: Tim Trageser
- 2010: Kommissarin Lucas – Spurlos, regie: Thomas Berger
- 2010: Wiedersehen mit einem Fremden, regie: Niki Stein
- 2010: 8 Uhr 28, regie: Christian Alvart
- 2010: Solange du schliefst, regie: Nicole Weegmann
- 2010: Kommissar Stolberg – Ehebruch, regie: Filippos Tsitos
- 2010: Tatort: Familienbande, regie: Thomas Jauch
- 2011: Freilaufende Männer, regie: Matthias Tiefenbacher
- 2011: Und dennoch lieben wir, regie: Matthias Tiefenbacher
- 2012: Mord in Ludwigslust, regie: Kai Wessel
- 2012: Tatort: Tote Erde, regie: Thomas Freundner
- 2012: Sechzehneichen, regie: Hendrik Handloegten
- 2013: Tatort: Willkommen in Hamburg, regie: Christian Alvart
- 2013: Unsere Mütter, unsere Väter (televisie-driedeler), regie: Philipp Kadelbach
- 2013: Es ist alles in Ordnung, regie: Nicole Weegmann
- 2015: Die Seelen im Feuer, regie: Urs Egger
- seit 2015: Tatort → zie Rubin en Karow
  - 2015: Das Muli
  - 2015: Ätzend
  - 2016: Wir – Ihr – Sie
  - 2016: Dunkelfeld
  - 2016: Fegefeuer
  - 2017: Amour Fou
  - 2017: Dein Name sei Harbinger
  - 2018: Meta
  - 2018: Tiere der Großstadt
  - 2019: Der gute Weg
  - 2019: Das Leben nach dem Tod
  - 2020: Das perfekte Verbrechen
  - 2020: Ein paar Worte nach Mitternacht
  - 2021: Die dritte Haut
  - 2021: Die Kalten und die Toten
  - 2022: Das Mädchen, das allein nach Haus’ geht
  - 2022: Das Opfer
  - 2023: Nichts als die Wahrheit
- 2015: Eichwald, MdB – Der Industrielle, regie: Fabian Möhrke
- 2016: Ein Mann unter Verdacht, regie: Thomas Stuber
- 2017–2020: Dark, regie: Baran bo Odar (televisieserie)
- 2019: 8 Tage, regie: Stefan Ruzowitzky, Michael Krummenacher (televisieserie)
- 2019: Zwischen zwei Herzen, regie: Markus Herling
- 2019: Eine fremde Tochter, regie: Stefan Krohmer
- 2020: Tödliche Geheimnisse – Das Versprechen
- 2021: The Billion Dollar Code (miniserie, regie: Robert Thalheim)
- 2022: Kroymann (Satirisch programma, Schöne Bescherung)

## Hoorspelen
- 2002: Linda Barnes: Ein Schnappschuss für Carlotta – regie: Klaus-Michael Klingsporn (hoorspel – DLR Berlin)
- 2003: Jen Sacks: Nice – regie: Irene Schuck (misdaadhoorspel – DLR Berlin)
- 2004: Heiner Grenzland/Tobias Hülswitt: Making of ... – regie: Heiner Grenzland (DLR Berlin)
- 2008: Dunja Arnaszus: Zeppelini – regie: Ulrich Gerhardt (RBB/DLF)
- 2010: Peter Freiberg: Testosteron – regie: Claudia Johanna Leist (WDR)
- 2010: Thomas Koch: Warlords – regie: Claudia Johanna Leist (WDR)
- 2011: Peter Freiberg: As tears go by – regie: Claudia Johanna Leist (WDR)
- 2011: Thomas Koch: Ehrbare Töchter – regie: Claudia Johanna Leist (WDR)
- 2012: Dirk Schmidt: Noch nicht mal Mord – regie: Claudia Johanna Leist (WDR)

## Luisterboeken
- 2022: Matt Haig: Der fürsorgliche Mr Cave, Argon Verlag, ISBN 978-3-8398-1912-8 (onverkort: Audible)